# Norrmalm, Skövde

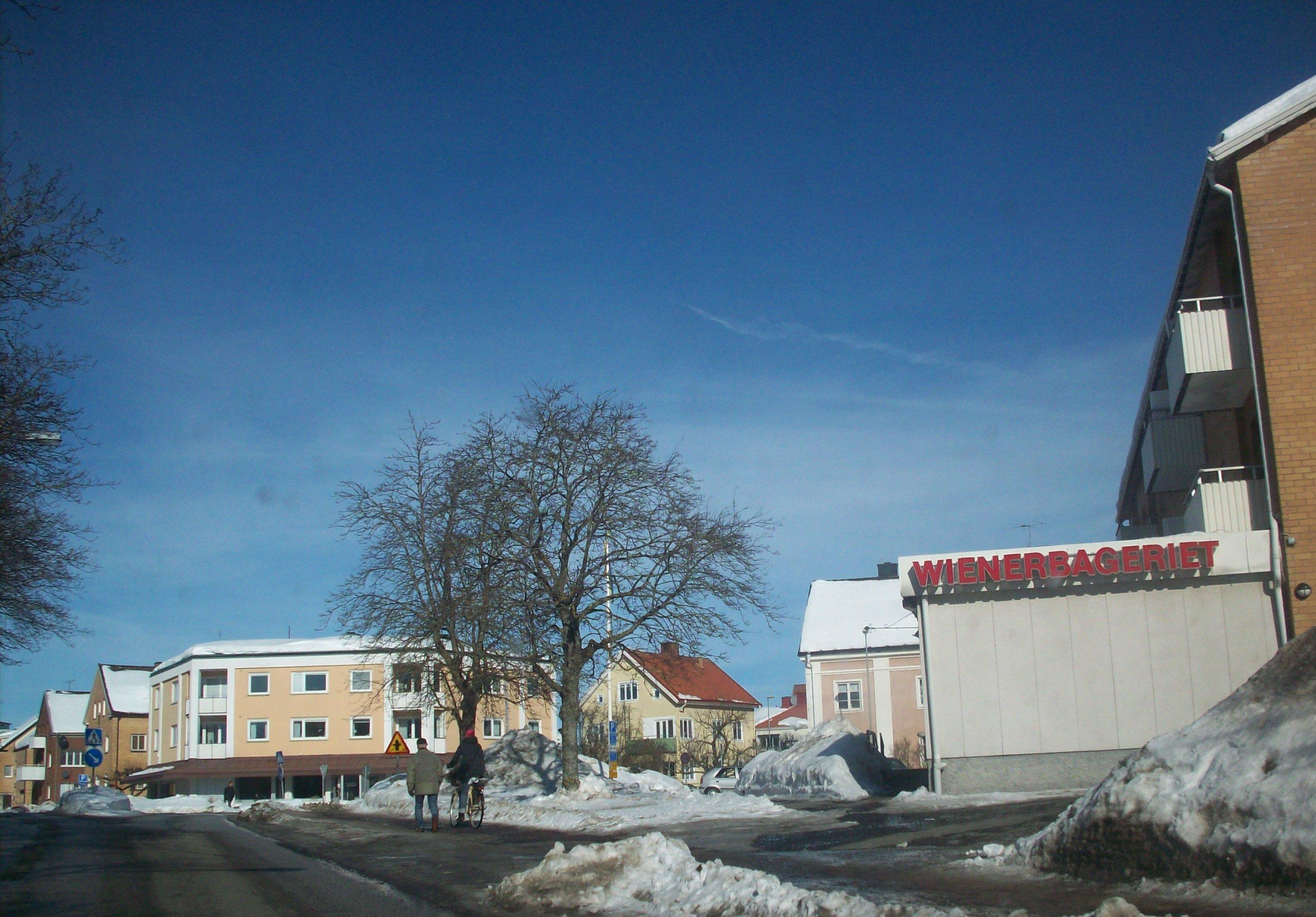
Käpplundabacken i Skövde.

Norrmalm är en stadsdel i Skövde i Västra Götalands län. Norrmalm ligger strax norr om centrum och ligger mycket centralt i Skövde eftersom det är gångavstånd till nästan allt. 
I den norra delen av stadsdelen ligger Norrmalms handelsområde, med ett varierat utbud av butiker och köpcentrumet Elins Esplanad, som har ett 30-tal butiker, stormarknad och apotek. Söder om Elins Esplanad finns Skövdes stadsmuseum och friskolan Raoul Wallenbergskolan som har årskurser från förskoleklass till årskurs 9. Det finns också ett äldreboende här. 
I södra delen finns lägenheter och villor, men där ligger även en ICA-affär, tre bagerier, en skoaffär, en blomsterbutik och ett par restauranger och pizzerior ligger i utkanten av området. Nära ICA nära Norrmalm finns grundskolan (förskoleklass till årskurs 6) Norrmalmskolan som 2023 hade ungefär 260 elever.

## Angränsade stadsdelar
Centrum, Trängen, Rosenhaga och Havstena.